# 満炳
満 炳（まんへい、生没年不詳）は、中国三国時代の魏の人物。字は公琰。父は満寵。兄は満偉。子は満奮。

## 経歴
魏において別当司馬を務めていたが、詳細な経歴は不明。ただし、応璩が満炳に充てた書状「与満公琰書」は後に『文選』（巻四十二）に採録され、その名前を後世に伝えている。